# Thelyphassa chathamensis
Thelyphassa chathamensis is een keversoort uit de familie schijnboktorren (Oedemeridae). De wetenschappelijke naam van de soort is voor het eerst geldig gepubliceerd in 1925 door Brookes.